# Bruno Calise

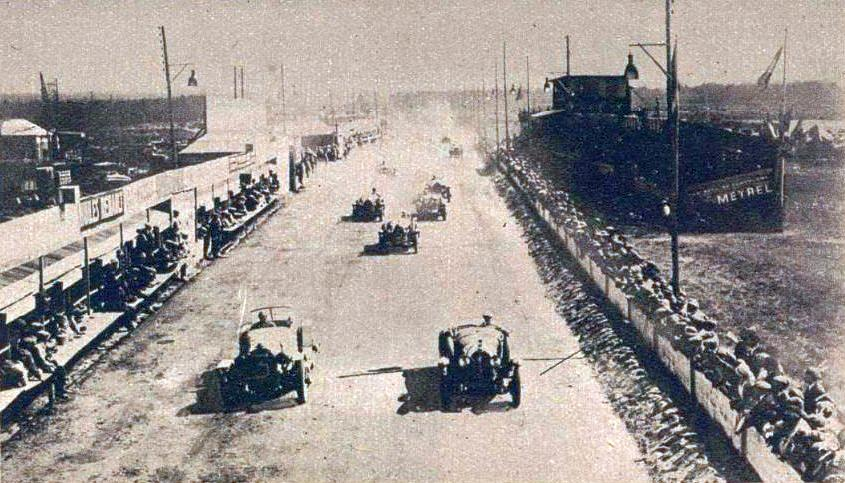
Start zum 24-Stunden-Rennen von Le Mans 1924

Bruno Gisleno Calise (* 18. Oktober 1885 in Orte; † 4. April 1965 in Levallois-Perret) war ein französischer Autorennfahrer italienischer Abstammung.

## Karriere als Rennfahrer
Bruno Calise war in seiner Karriere einmal beim 24-Stunden-Rennen von Le Mans am Start. 1923 wurde dieses 24-Stunden-Rennen zum ersten Mal ausgetragen und nach dem schlechten Wetter im Mai, 1924 auf den später traditionellen Starttermin im Juni verlegt. Calise bestritt das Rennen gemeinsam mit René Dreux auf einem Alba mit 1,5-Liter-4-Zylinder-Reihenmotor. Das Duo scheitere früh im Rennen nach einem Kühlerschaden am Fahrzeug.

## Statistik

### Le-Mans-Ergebnisse
| Jahr | Team                                     | Fahrzeug        | Teamkollege | Platzierung | Ausfallgrund |
| ---- | ---------------------------------------- | --------------- | ----------- | ----------- | ------------ |
| 1924 | Constructions Métallurgiques Usines Alba | Alba S4 10/12CV | René Dreux  | Ausfall     | Kühler       |